# Elminia
Elminia es un género de aves paseriformes perteneciente a la familia Stenostiridae. Anteriormente se clasificaba en la familia Monarchinae. Este género es endémico del África subsahariana.

## Especies
Se reconocen las siguientes especies:
- Elminia azul (Elminia longicauda)
- Elminia blanquiazul (Elminia albicauda)
- Elminia ventriblanca (Elminia albiventris)
- Elminia coliblanca (Elminia albonotata)
- Elminia cabecinegra (Elminia nigromitrata)